# 龍家営駅
龍家営駅（りょうかえいえき）は中華人民共和国河北省秦皇島市海港区にある、中国国家鉄路集団（CR）京哈線の駅。北京局所属の3等駅に設定されている。
京哈線は北京駅から当駅までが北京鉄路局の管轄である。当駅より先、山海関駅方面は瀋陽鉄路局の管轄に入る。
旅客営業は行っておらず、貨物のみの扱いの駅である。2010年11月15日に秦皇島駅の改造に伴い、龍家営駅は一時的に旅客営業を開始した。2012年7月1日に秦皇島駅の改造が終わったことにより、旅客営業を終了した。

## 駅周辺
- 鑫源超市
- 秦皇東大街

## 歴史
- 1928年 - 開業。
- 2010年11月15日 - 旅客営業開始。
- 2012年7月1日 - 旅客営業終了。

## 隣の駅
中国国家鉄路集団
京哈線
秦皇島駅 - 龍家営駅 - 山海関駅